# ناشئ صغیر
ابوالحسن علی بن عبدالله بن وصیف مشهور به ناشئ صغیر بغدادی از عالمان علم کلام، فقه، حدیث و شعر است. در سال ۲۷۱ ه‍.ق به دنیا آمد و در عصر سه خلیفهٔ عباسی مقتدر، قاهر و راضی زندگی کرده است. در اشعارش صراحتاً به دفاع از اهل بیت پرداخته و از سوی اهل بیت تقدیر شده است. از شاگردانش شیخ مفید، ابوبکر خوارزمی، متنبی و ابن فارس لغوی بوده‌اند. وی در پنجم صفر ۳۶۵ ه‍.ق در بغداد درگذشت و در مقابر قریش دفن شد. در سال ۴۴۳ ه‍.ق نبش قبرش کردند و باقی‌ماندهٔ جسدش را به آتش کشیدند.